# Ande La More
Ande La More – solowy album Macieja Maleńczuka. Wydany przez Sony Music w 2002 roku.

## Lista utworów
1. Galapagos
2. Miłość
3. Kos i Mos
4. Praca Na Saxach
5. Twarze Przy Barze
6. Diabeł W Wiosce
7. Ande La More
8. Dostojewski
9. Potęga
10. Wes Me
11. Homunculus
12. Kos i Mos (video)